# Paragua
Paragua je venezuelská řeka, která protéká středem federálního státu Bolívar. Její délka je cca 350 km. Pramení v pohoří Sierra Marutani u brazilské hranice. Je jedním z přítoků vodního díla Guri vybudovaného na řece Caroní, dokončeného v roce 1986.

## Přítoky
Významné přítoky od pramene jsou:
- Ichún, Curutú, Marik, Carún, Barrialon, Oris, Aza a Chiguao.

## Sídla při řece
Významné obce od pramene jsou:
- Boca de Carún, Lapo, Zea, Parepona, Casable, Jerusalém, La Carata, El Colibrí, La Paragua, El Conejo.